# Klub (parlament)
Treść tego artykułu od 2023-06 należy opracować w taki sposób, aby nie uwypuklała nadmiernie polskiej specyfiki / aby nie zawężała się tylko do polskich warunków
Dokładniejsze informacje o tym, co należy poprawić, być może znajdują się w dyskusji tego artykułu.
 Po wyeliminowaniu niedoskonałości należy usunąć szablon {{Dopracować}} z tego artykułu.

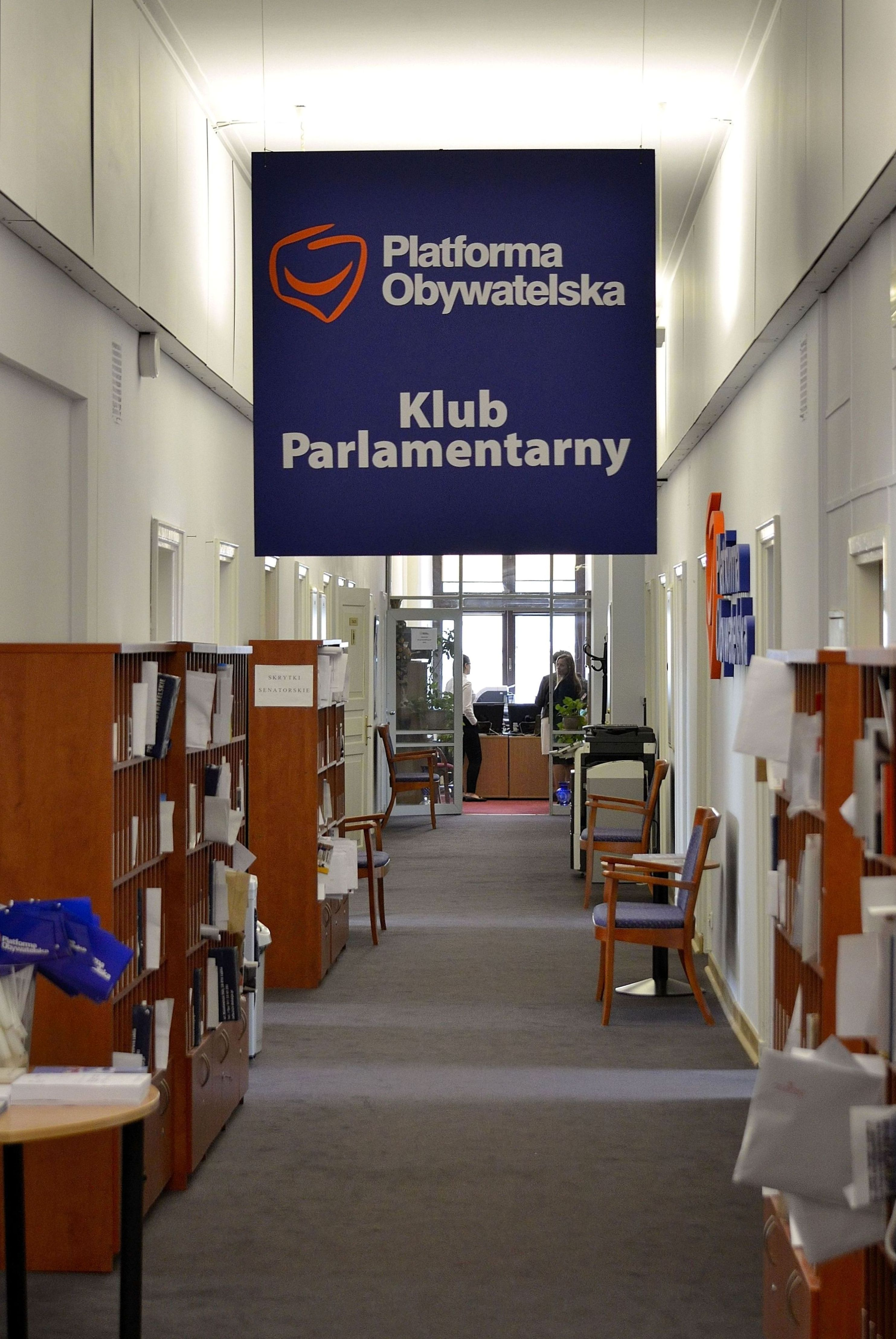
Siedziba Klubu Parlamentarnego Platformy Obywatelskiej, największego klubu w Sejmie VII kadencji (2011–2015), w Sejmie

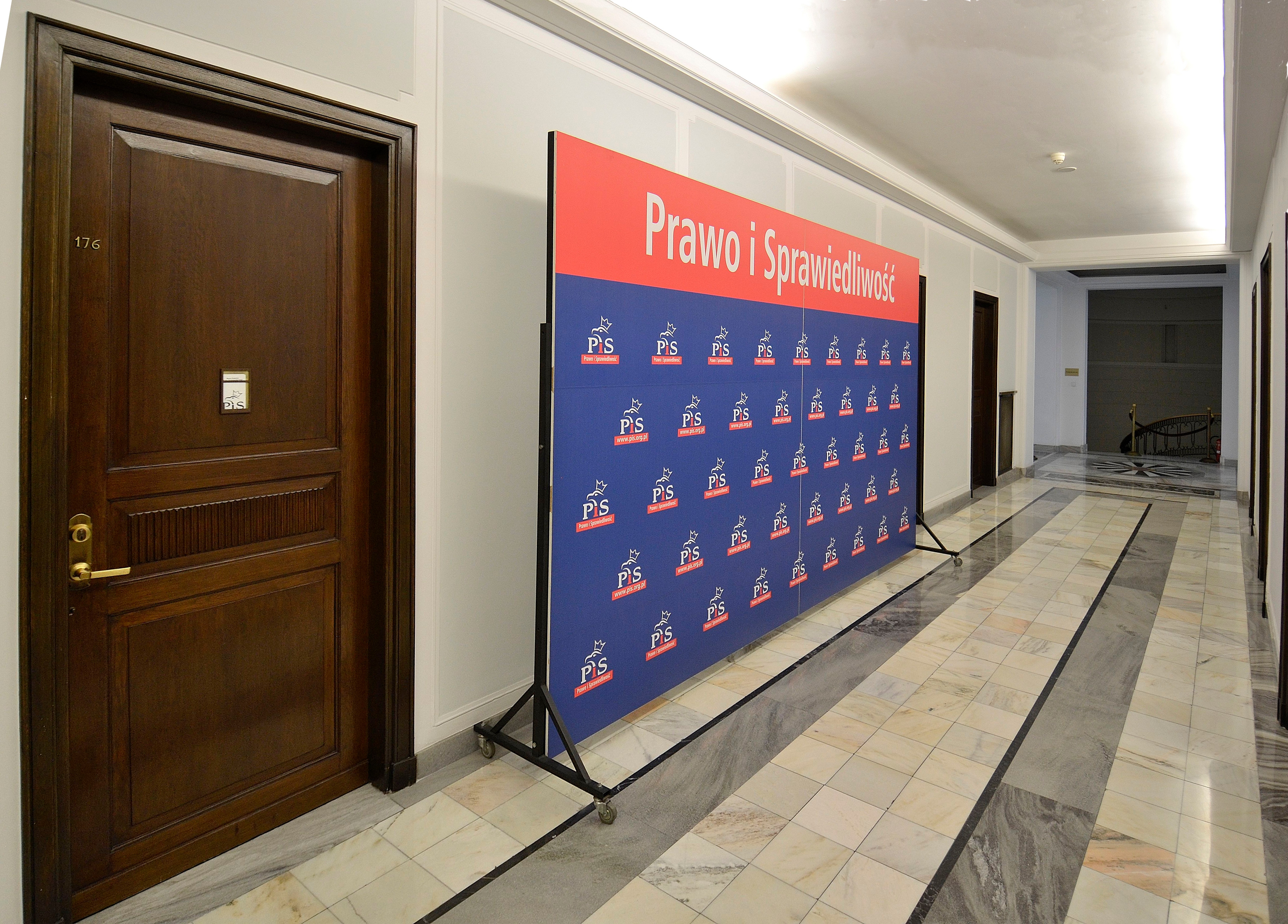
Siedziba Klubu Parlamentarnego Prawa i Sprawiedliwości (2011–2015)

Klub – frakcja parlamentarzystów polskiego parlamentu. Zgodnie z regulaminami Sejmu i Senatu, klub poselski tworzy co najmniej 15 posłów, a senacki co najmniej 7 senatorów. Posłowie wraz z senatorami mogą tworzyć wspólny klub parlamentarny.

## Opis
Parlamentarzyści podczas dyskusji mogą zabierać głos w imieniu własnym lub swoich klubów, wówczas czas wystąpienia jest zliczany dla całego klubu. Parlamentarzysta może należeć tylko do jednego klubu poselskiego, senackiego lub parlamentarnego.
Jeżeli mniejsza grupa parlamentarzystów chce mieć własną frakcję polityczną, może założyć koło.

## Początek historii klubów w Sejmie
W połowie 1919 roku w Sejmie funkcjonowało 10 klubów poselskich: Związku Ludowo-Narodowego, Polskiego Zjednoczenia Ludowego, Pracy Konstytucyjnej (gł. galicyjscy konserwatyści i demokraci), Narodowo-Robotniczy (NZR i NSR), PSL „Piast”, PSL „Wyzwolenie”, PSL Lewica, Związku Polskich Posłów Socjalistycznych (PPS), klub żydowski i klub niemiecki. W drugiej połowie 1919 część posłów ZLN i NZR utworzyła Narodowo-Chrześcijański Klub Robotniczy (zw. chadeckim).
Po wyborach w 1922 posłowie ChZJN utworzyli kluby: ZLN, Chrześcijańsko-Narodowy i Chrześcijańskiej Demokracji. Swoje kluby powołały Narodowa Partia Robotnicza, „Piast”, „Wyzwolenie”, socjaliści oraz również posłowie mniejszości narodowych: żydowskiej, niemieckiej, ukraińskiej (bez Chliborobów) i białoruskiej.

## Aktualne kluby w polskim parlamencie
W Sejmie X kadencji aktualnie funkcjonuje sześć klubów poselskich:
- Prawo i Sprawiedliwość, do którego należy 189 posłów (przewodniczący Mariusz Błaszczak)[5];
- Koalicja Obywatelska, do którego należy 157 posłów (przewodniczący Zbigniew Konwiński)[6];
- Polskie Stronnictwo Ludowe – Trzecia Droga, do którego należy 32 posłów (przewodniczący Piotr Zgorzelski)[7];
- Polska 2050 – Trzecia Droga, do którego należy 31 posłów (przewodniczący Paweł Śliz)[8];
- Koalicyjny Klub Parlamentarny Lewicy, do którego należy 21 posłów (przewodnicząca Anna Maria Żukowska)[9];
- Konfederacja, do którego należy 16 posłów (przewodniczący Grzegorz Płaczek)[10].

W Senacie XI kadencji funkcjonują cztery kluby:
- Koalicja Obywatelska, do którego należy 42 senatorów (przewodniczący Tomasz Grodzki);
- Prawo i Sprawiedliwość, do którego należy 34 senatorów (przewodniczący Stanisław Karczewski);
- Trzecia Droga, do którego należy 12 senatorów (przewodniczący Waldemar Pawlak);
- KKP Lewicy, do którego należy 8 senatorów (przewodniczący Anna Górska i Maciej Kopiec).